# Халькоалюміт
Халькоалюміт — мінерал, водний основний сульфат міді й алюмінію. Назва пішла від грец. Χαλκός (мідь) і алюміній.

## Опис
Хімічна формула: CuAl4[(OH)12SO4]• 3H2O. Містить (%): CuO — 15,14; Al2O3 — 38,78; SO3 — 15,23; H2O — 30,85.
Сингонія моноклінна. Форми виділення: волокнисті або повстяні кірочки, сфероїдні і гроноподібні утворення, таблитчасті, іноді здвійниковані кристали. Спайність по кількох напрямах. Густина 2,29. Тв. 2,5-3,0. Колір білий, блакитний, блакитнувато-зелений, блакитнувато-сіруватий. Риса біла. Блиск матовий до скляного. Крихкий.

## Поширення
Зустрічається як вторинний мінерал у мідних родовищах Бісбі (штат Аризона, США) разом з лімонітом і карбонатами міді.